# Lånarna
Lånarna (originaltitel The Borrowers) är en barnboksserie av den brittiska författaren Mary Norton om småfolket ”lånarna”. De ser ut som vanliga människor, men är knappt en decimeter höga. De lever under människornas hus och ”lånar” vad de behöver, genom att från människorna ta sådant, som de inte skulle sakna. De försöker dock ständigt hemlighålla sin existens från människorna, eftersom de flesta människor tycker illa om dem och ser dem som ohyra att utrota, om de upptäcker dem. Serien handlar framförallt om tonårslånarflickan Arrietty Clock och hennes föräldrar Pod och Homily och hur hon blir vän med en människopojke vid namn George.

## Film- och TV-versioner
Böckerna har bearbetats till ett antal film- och teveproduktioner, däribland två brittiska miniserier (1973 och 1992, vilka är en filmatisering av samtliga böcker i serien utom den sista). 1997 gjordes en brittisk-amerikansk filmversion med bland andra Jim Broadbent, John Goodman och Hugh Laurie. Japanska Studio Ghibli har producerat en animerad version, som har fått den svenska titeln Lånaren Arrietty och utspelar sig utanför Tokyo, vilken hade japansk premiär i juli 2010 och svensk biopremiär 2 november 2011. Vintern samma år kom även en brittisk tevefilmatisering med bland andra Stephen Fry.

## Böcker i serien
- Pojken och Lånarna (The Borrowers) (1952), svensk översättning av Cilla Johnson 1955[1]
- Lånarna i det gröna (The Borrowers Afield) (1955), svensk översättning av Cilla Johnson 1957[2]
- Lånarna till sjöss (The Borrowers Afloat) (1959), svensk översättning av Britt G. Hallqvist 1962[3]
- Lånarna i luften (The Borrowers Aloft) (1962), svensk översättning av Britt G. Hallqvist 1964[4]
- Lånarna i fara (The Borrowers Avenged) (1982), svensk översättning av Birgitta Hammar 1984[5]